# Mark van Bommel
Mark van Bommel, né le 22 avril 1977 à Maasbracht, située dans la Province de Limbourg aux Pays-Bas, est un joueur de football néerlandais ayant évolué au poste de milieu de terrain dans plusieurs grands clubs d'Europe tels que le FC Barcelone, le Bayern Munich ou encore le Milan AC. Il était le capitaine du Bayern Munich de 2008 à janvier 2011 et de l'équipe des Pays-Bas d'août 2010 à juin 2012.

## Biographie

### Club

#### Les débuts enEredivisie

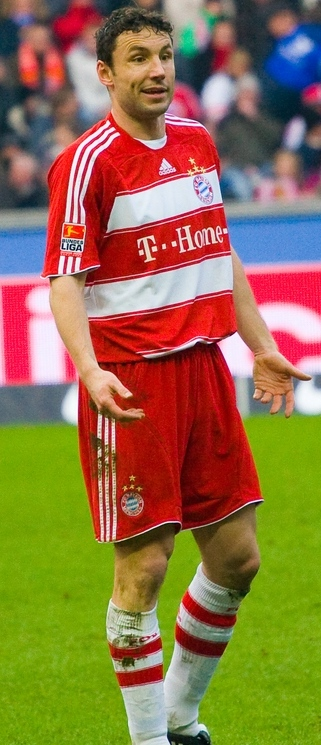
Mark van Bommel sous les couleurs du Bayern Munich.

Formé au club des RKVV Maasbracht, Mark van Bommel débute dans le championnat des Pays-Bas avec le Fortuna Sittard lors de la saison 1992-1993, à l'âge de 16 ans et 23 jours. Il porte ces couleurs jusqu'à son départ pour le PSV Eindhoven en 1999, avec lequel il remporte trois titres de champion des Pays-Bas en 2000, 2001 et 2003. Il dispute également la finale de la Coupe des Pays-Bas en 2001. Désigné comme meilleur joueur néerlandais de l'année en 2001 et en 2005, Mark van Bommel est au centre du jeu d'Eindhoven, tirant tous les coups de pied arrêtés. Il participe à la grande épopée européenne en Ligue des champions en 2005 où le club est éliminé de justesse lors des demi-finales par le Milan AC ; il est alors le capitaine de son équipe. 

#### FC Barcelone
Durant l'intersaison de 2005, en fin de contrat, il rejoint le FC Barcelone, le club qu'il supportait enfant. Avec celui-ci, il rajoute deux lignes dans son palmarès, et non des moindres : la Liga et la Ligue des champions. Toutefois, sur un plan personnel, c'est un peu plus délicat, puisqu'il passe la plus grande partie de la saison sur le banc de touche.

#### Bayern Munich
Le lendemain de la lourde défaite de son club en Supercoupe d'Europe face au FC Séville, il rejoint le Bayern Munich afin de remplacer le milieu de terrain Michael Ballack, ex-star de l'équipe, parti début juillet au Chelsea FC. 
Van Bommel marque son premier but pour le Bayern dès sa première apparition en Bundesliga, le 16 septembre 2006 face à l'Arminia Bielefeld. Il ne peut toutefois empêcher la défaite de son équipe ce jour-là (2-1 score final). Il s'impose tout de suite dans le onze-type du Bayern et devient par la même occasion l'un des leaders de cette équipe. En 2008, il remporte le doublé Championnat-Coupe d'Allemagne.
Au début de la saison 2008/2009, il est nommé capitaine du Bayern Munich à la suite de la retraite d'Oliver Kahn. Il est le premier joueur non allemand à être nommé capitaine du club bavarois. Lors de la saison 2009/2010, il remporte son deuxième doublé Championnat-Coupe d'Allemagne et manque de peu le triplé, avec la Ligue des champions. Parvenu en finale, le Bayern Munich s'inclinera finalement 2 à 0 face à l'Inter Milan.

#### AC Milan
Le 23 janvier 2011, date de l'annonce officielle de son départ du Bayern Munich, après quatre saisons passées au sein du club bavarois, il le quitte pour l'équipe lombarde du Milan AC. Van Bommel déclare : « Je quitte le Bayern le cœur lourd, mais la tête haute. J'ai passé quatre belles années marquées par la réussite à Munich et je voudrais remercier le club et ses supporters. Le Bayern occupera toujours une grande place dans mon cœur ». Karl-Heinz Rummenigge, président du Bayern, répond en confirmation de la cession du joueur : « Le transfert a été une demande explicite de Mark. Il a toujours été un modèle de professionnalisme, un joueur de succès et important pour le Bayern et également un grand capitaine. »
Finalement, le Néerlandais signe avec Milan un contrat d'une durée de six mois, prenant fin le 30 juin 2011. 
Il joue son premier match pour Milan le 26 janvier 2011, face à la Sampdoria de Gênes en coupe d'Italie. Directement titularisé, il voit son équipe l'emporter par deux buts à un.
En remportant le Scudetto avec l'AC Milan, il est devenu un des rares joueurs à avoir remporté tous les championnats dans lesquels il a joué.

#### Le retour au PSV Eindhoven
Le 12 mai 2012, il annonce son départ du club rossonero pour rejoindre son ancien club, le PSV Eindhoven, le transfert prenant effet le 1er juillet suivant. Le 12 mai 2013, pour le dernier match de sa carrière, lors d'une rencontre de championnat face au FC Twente, le Néerlandais est exclu à la 71e minute, après avoir reçu un second carton jaune. Son équipe s'incline ce jour-là sur le score de trois buts à zéro.

### Équipe nationale
Il connaît sa première sélection le 7 octobre 2000 à l'occasion du match Chypre - Pays-Bas (0-4). Il compte 67 sélections pour 10 buts avec les Oranje. En 2006, il a disputé la Coupe du monde de football en Allemagne. Peu après la fin de celle-ci, il fait partie des contestataires (avec entre autres Ruud van Nistelrooy) qui refusent de revenir en sélection si Marco van Basten demeure sélectionneur. Il ne fait pas partie de la sélection dévoilée par ce dernier pour l'Euro 2008.
Néanmoins, lorsque Marco van Basten quitte ses fonctions après la défaite des Oranje en quart de finale de l'Euro, il est rappelé par Bert van Marwijk, le nouveau sélectionneur. Ce dernier n'est autre que son beau-père, puisque Mark van Bommel est marié avec sa fille. Avec les Pays-Bas, il dispute la Coupe du monde 2010. Les Néerlandais parviendront à se hisser en finale mais s'inclineront finalement 1 à 0 en prolongations contre l'Espagne. Lors de l'Euro 2012 où il est capitaine avant de céder le brassard à Rafael van der Vaart, son équipe termine dernière de son groupe, en perdant ses trois matches (1-0 contre le Danemark, 2-1 contre la Mannschaft et 2-1 contre le Portugal). À l'issue de cette élimination prématurée - les Pays-Bas visaient le titre -, van Bommel décide de se mettre en retrait de la sélection. Il déclare : « Le temps est venu pour de jeunes joueurs, pleins de talents » mais il précise néanmoins qu'il sera toujours sélectionnable : « Il y aura peut-être dans le futur un moment où le coach, en raison des circonstances, voudra ou devra encore faire appel à moi. Alors, je veux pouvoir répondre présent ».
À 35 ans, et pourtant aidé d'une génération talentueuse, l'ex milieu du Bayern Munich n'aura rien remporté avec sa sélection.

## Caractéristiques techniques
Habitué à être la plaque tournante du jeu de l'équipe dans laquelle il évolue, Mark van Bommel brille par les qualités de ses passes et la puissance de ses frappes. Ces aptitudes lui ont valu d'être le tireur de tous les coups de pied arrêtés lorsqu'il évoluait au PSV Eindhoven. Capable de se muer en défenseur acharné en cours de match, il est aussi particulièrement réputé pour son manque de fair-play et sa propension à provoquer ses adversaires, le public voire l'arbitre. En 2007, lors d'un huitième de finale de Ligue des champions contre le Real Madrid, il avait notamment adressé un bras d'honneur au public espagnol pour fêter son but. En 2008, c'est à un arbitre qu'il fait le même geste lors d'un match de championnat contre Hambourg SV.

### Carrière d'entraîneur
En avril 2017, Mark van Bommel devient l'entraîneur de l'équipe U19 du PSV Eindhoven.
Le 23 mars 2018, Mark van Bommel devient l'entraîneur assistant de Bert van Marwijk, alors sélectionneur de l'équipe nationale d'Australie.
Le 22 juin 2018, Mark van Bommel est nommé entraîneur principal du PSV Eindhoven, remplaçant ainsi Phillip Cocu, parti à Fenerbahçe,.
Le 2 juin 2021, il a été officialisé à la tête de Wolfsbourg. Le technicien néerlandais a signé un contrat de deux ans avec les Loups, soit jusqu’en juin 2023. 
Le 24 octobre 2021 le club de Wolfsbourg annonce la fin de son contrat.
Le 26 mai 2022, il devient le nouvel entraîneur principal du Royal Antwerp FC en Belgique, succédant à Brian Priske. Il y signe la saison suivante le premier doublé de l'histoire du club en remportant d'abord la coupe face au Yellow Red KV Malines sur le score de 2-0, avant de faire un match nul suffisant mais nécessaire au KRC Genk pour offrir au club un titre attendu depuis 66 ans. Il est élu entraîneur de la saison le 5 juin 2023.

## Palmarès

### Joueur

#### En Club
- Fortuna Sittard :
  - Finaliste de la Coupe des Pays-Bas en 1999.
- PSV Eindhoven :
  - Champion d'Eredivise en 2000, 2001, 2003 et 2005.
  - Vainqueur de la Coupe des Pays-Bas en 2005.
  - Vainqueur du Johan Cruyff Schaal en 2000, 2001, 2003 et 2012.
  - Vice-champion d'Eredivise en 2002, 2004 et 2013.
  - Finaliste de la Coupe des Pays-Bas en 2013.
  - Finaliste du Johan Cruyff Schaal en 2002.
- FC Barcelone :
  - Champion de Liga en 2006 .
  - Vainqueur de la Ligue des champions en 2006.
  - Vainqueur de la Supercoupe d'Espagne en 2005.
- Bayern Munich :
  - Champion de Bundesliga en 2008 et 2010.
  - Vainqueur de la Coupe d'Allemagne en 2008 et 2010.
  - Vainqueur de la Coupe de la ligue d'Allemagne en  2008.
  - Vice-champion de Bundesliga en 2009.
  - Finaliste de la Ligue des champions en 2010.
  - Finaliste de la Supercoupe d'Allemagne en 2008.
- AC Milan :
  - Champion de Serie A en 2011.
  - Vainqueur de la Supercoupe d'Italie en 2011.
  - Vice-champion de Serie A en 2012.

#### En sélection
- Pays-Bas :
  - Finaliste de la Coupe du monde en 2010.

### Entraîneur
- Royal Antwerp FC :
  - Champion de Jupiler Pro League en 2023.
  - Vainqueur de la Coupe de Belgique en 2023.
  - Vainqueur de la Supercoupe de Belgique en 2023.